# 100 Papiers
100 Papiers est un groupe musical togolais apparu dans les années 2007 à 2010 ayant pour arrangeur principal Omar B,. Le groupe disparait à cause de la mort des membres principaux,,: Zion par un trouble mental dû à la consommation de drogues dures en novembre 2019 et Claren Dy par empoisonnement le 8 août 2021) à Abidjan en Côte d'Ivoire,,,,.
Lord Carlos a rejoint le groupe en 2007 et continue aujourd'hui une carrière solo,.

## Membres du groupe
Le groupe est composé de 3 membres qui sont : 
- Zion
- Claren Dy
- Lord Carlos

## Discographie

### Singles
- 2017 : Diva  (featuring Farouk Diesel)[2]
- 2009 : Il y a encore l’espoir (featuring Omar B)[13].
- 2007 - 2010 : Sans papiers, Source divine, Prophetie[8]

## Distinctions

### Récompenses
- 2007 : Trophée de révélation Hip-Hop de l'année au Togo par All Music Awards[3].
- 2009 : Meilleure chanson Ragga et Dance Hall par All Music Awards[14].
- Couverture de  la journée mondiale de l'immigration par la chanson Pourrais-je y arriver[15],[16].